# Rebreuve-sur-Canche
Rebreuve-sur-Canche è un comune francese di 224 abitanti situato nel dipartimento del Passo di Calais nella regione dell'Alta Francia.

## Società

### Evoluzione demografica
Abitanti censiti